# Perchlorate de potassium
Le perchlorate de potassium est un produit chimique, composé du potassium, de formule KClO4. 

C’est un sel inorganique toxique (puissant perturbateur endocrinien du système thyroïdien), associant du chlore et 4 atomes d’oxygène à un atome métallique (potassium) ;

Comme d'autres perchlorates, ce sel est un puissant oxydant qui peut réagir avec de nombreuses substances organiques, éventuellement de manière explosive, d'où son utilisation par l'industrie de l'armement comme explosif (détonant) ou agent propulsif.
Le KClO4 est très peu soluble dans l'eau (1,5 g se dissolvent dans 100 mL d'eau à 25 °C), et il l'est encore moins que les autres perchlorates de Métal alcalin ; Il est ainsi environ cent fois moins soluble que le perchlorate de sodium (NaClO4) dont 209,6 g se solubilisent spontanément dans 100 mL à 25 °C, ce qui peut lui conférer des propriétés chimiques mais aussi toxicologiques et écotoxicologiques particulières. 

## Description
Pur, il se présente généralement sous forme d’un solide cristallin incolore.

## Production
Le perchlorate de potassium est préparé industriellement via le traitement d'une solution aqueuse de perchlorate de sodium par un KCl. 

Ce processus d'échange d'ions exploite la faible solubilité de KClO4 qui est environ 100 fois inférieure à la solubilité de NaClO4 (209,6 g/100 ml à 25 °C).

## Propriétés de comburant
KClO4 est un oxydant dans le sens où il transfère exothermiquement ses atomes d'oxygène aux matériaux combustibles, ce qui augmente considérablement leur taux de combustion par rapport à celle de l'air ; ceci même en milieu confiné et/ou anoxique, augmentant considérablement leur taux de combustion par rapport à ce qui serait le cas dans l'air.  

Ainsi, avec le glucose par exemple, il produit une réaction violente donnant notamment du dioxyde de carbone :
3 KClO4 + C6H12O6 → 6 H2O + 6 CO2 + 3 KCl
La conversion du glucose solide à l'état gazeux chaud (CO2) est la base de la force explosive du présent et d'autres mélanges.

## Usages
- Il est utilisé pour ses propriétés d'oxydant stable utilisé dans les feux d'artifice, certaines munitions, les capsules fulminantes, et amorces explosives. On le trouve aussi dans la poudre flash, les étoiles et les cierges magiques.

Il est utilisé comme propulseur. Il a été utilisé dans les fusées à propergol solide, mais tend pour cette application à être remplacé par le perchlorate d'ammonium dont le rendement est encore plus élevé.
- Dans le domaine médical, on l'a testé comme agent antithyroïdien pour traiter l'hyperthyroïdisme, habituellement en combinaison avec des hormones thyroïdiennes et/ou d'autres médicaments.

## Toxicologie, écotoxicologie
- C'est un perturbateur endocrinien (en raison de sa capacité à empêcher l'iode de se fixer dans la thyroïde), et qui présente des propriétés particulières par rapport à d'autres perchlorates, probablement principalement en raison d'une moindre solubilité.